# Muránska Huta
Muránska Huta este o comună slovacă, aflată în districtul Revúca din regiunea Banská Bystrica. Localitatea se află la altitudinea de 688 m deasupra n.m., se întinde pe o suprafață de 8,46 km2 și în 2017 număra 192 de locuitori. Se învecinează cu comuna Muráň.

## Istoric
Localitatea Muránska Huta este atestată documentar din 1691.

## Demografie
| An:                | 1994 | 2004    | 2014   | 2024    |
| ------------------ | ---- | ------- | ------ | ------- |
| Număr de persoane: | 128  | 209     | 194    | 172     |
| Diferență:         |      | +63,28% | −7,17% | −11,34% |

| An:                | 2023 | 2024   |
| ------------------ | ---- | ------ |
| Număr de persoane: | 173  | 172    |
| Diferență:         |      | −0,57% |